# Achille Mbembe
Joseph-Achille Mbembe, conocido como Achille Mbembe (nacido en 1957), es un historiador camerunés, teórico político, e intelectual público.
Mbembe nació en 1957 cerca de Otélé en el Camerún francés. Obtiene su doctorado en historia en la Universidad de Sorbonne en París, Francia en 1989. Posteriormente obtiene un Diploma de Estudios Avanzados en ciencia política por el Instituto de Estudios Políticos de París.  Ha tenido cargos en Columbia Universidad en Nueva York, Brookings Institución en Washington D. C., Universidad de Pensilvania, Universidad de California, Berkeley, Yale Universidad, Universidad de Duque y Consejo para el Desarrollo de la Investigación en Ciencias Sociales en África (CODESRIA) en Dakar, Senegal. Fue profesor asistente de Historia en la Universidad de Columbia, Nueva York, de 1988-1991, investigador en el Brookings Institución en Washington D. C., de 1991 a 1992, profesor asociado de Historia en la Universidad de Pensilvania de 1992 a 1996, Director Ejecutivo del Consejo para el Desarrollo de la Investigación en Ciencias Sociales en África (Codesria) en Dakar, Senegal, de 1996 a 2000. Achille era también un profesor visitante en la Universidad de California, Berkeley, en 2001, y profesor visitante en la Universidad de Yale en 2003. Es actualmente profesor-investigador de Historia y Política en la Universidad de Harvard W.E.B. Instituto de Búsqueda del Dubois.
Ha escrito extensamente sobre política e historia africanas, incluyendo La naissance du maquis dans le Sud-Cameroun (París, Karthala, 1996). On the Postcolony estuvo publicado en París en el año 2000 en francés y la traducción inglesa estuvo publicada por la Universidad de Prensa de California, Berkeley, en 2001. En 2015, Wits University Press publicó una nueva edición africana. Tiene un A1 en el índice de audiencia de la Fundación Nacional de Investigación. El 14 de marzo de 2024, Achille Mbembe recibió el Premio Holberg 2024 de artes y letras, humanidades, derecho y teología. La ceremonia de entrega tendrá lugar el 6 de junio de 2024 en la Universidad de Bergen, Noruega.

## Trabajo
Sus temas principales de investigación son historia africana , Estudios postcoloniales, política y ciencia social. A pesar de que es categorizado como un postcolonial teórico, concretamente debido al título de su primer libro inglés, recientemente ha negado esta etiqueta, porque ve su proyecto como uno de ambas aceptación y trascendencia de la diferencia, más que de regresar a un original, insignificante, patria no metropolitana.
Achille Mbembe denuncia la falta de democracia en África y pide el fin del franco CFA y de las bases militares francesas en África, destacando la pérdida de influencia francesa en África.
Mbembe la mayoría de trabajos importantes son: Les jeunes et l'ordre politique en Afrique noire (1985); La naissance du maquis dans le Sud-Cameroun (1920-1960); Histoire des usos de la raison en colonie (1996); De la postcolonie. Essai sur l'Imaginación politique dans l'Afrique contemporaine (On the Postcolony) (2000); Sortir de la grande nuit : Essai sur l'Afrique décolonisée (2003); Crítica de la raison nègre (2013).
Su trabajo central, On the Postcolony, estuvo traducido en inglés y publicado por Universidad de Prensa de California en 2001. Este trabajo también ha sido republicado en una edición africana por Wits University Press, y contiene un prefacio nuevo por Achille Mbembe. En este texto Mbembe argumenta que el discurso académico y popular sobre África está tomado dentro de una variedad de clichés ligados a miedos y fantasías Occidentales. Siguiendo a Frantz Fanon y Sigmund Freud, Mbembe sostiene que esta representación no es una reflexión de una África real sino una proyección inconsciente ligada a la culpa, la negación, y el compulsion para repetir. 
Mbembe reclama que los conceptos de biopoder y biopolítica desarrollados por  Michel Foucault   ya no son suficientes para explicar las formas contemporáneas de subyugación. Sobre las ideas de Foucault con respecto a las ideas de poder soberano y biopoder, Mbembe añade el concepto de necropower (necropoder), el cual va más allá de “inscribir cuerpos dentro de aparatos disciplinarios”. Discutiendo los ejemplos de Palestina, África, y Kosovo, Mbembe demuestra cómo el poder de la soberanía ahora se pone en práctica a través de la creación de zonas de muerte donde la muerte deviene el ejercicio definitivo de dominación y la forma primaria de resistencia.
Su trabajo también ha examinado a Johannesburgo como ciudad metropolitana y el trabajo de Frantz Fanon.

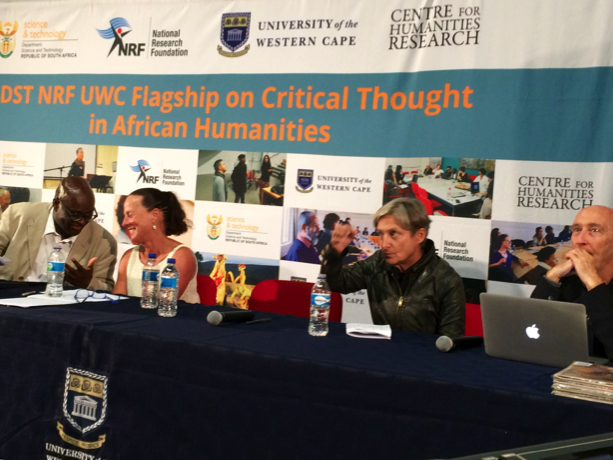
Achille Mbembe, Wendy Brown, Judith Butler, y David Theo-Goldberg en 2016

## Libros
- 1985 Les Jeunes et l'ordre politique en Afrique noire, Éditions L'Harmattan, París 1985 ISBN 2-85802-542-8
- 1996 La naissance du maquis dans le Sud-Cameroun, 1920-1960: histoire des usos de la raison en colonie.
- 2000 De La Postcolonie, essai sur l'imaginación politique dans l'Afrique contemporaine. (Edición inglesa En el Postcolony, 2001. Segunda edición francesa revisada, 2005.)
- 2000 Du Gouvernement prive indirecto. (Edición inglesa En Gobierno Indirecto Privado (Estado de la Literatura), 2002.)
- 2010 Sortir de la grande nuit @– Essai sur l'Afrique décolonisée[18]
- 2013 Critique de la raison nègre. (Edición inglesa) Crítica de Razón Negra. 2017. Duque Prensa Universitaria. Traducido por Laurent Dubois.
- 2016 Politiques de l'inimitié

## Premios

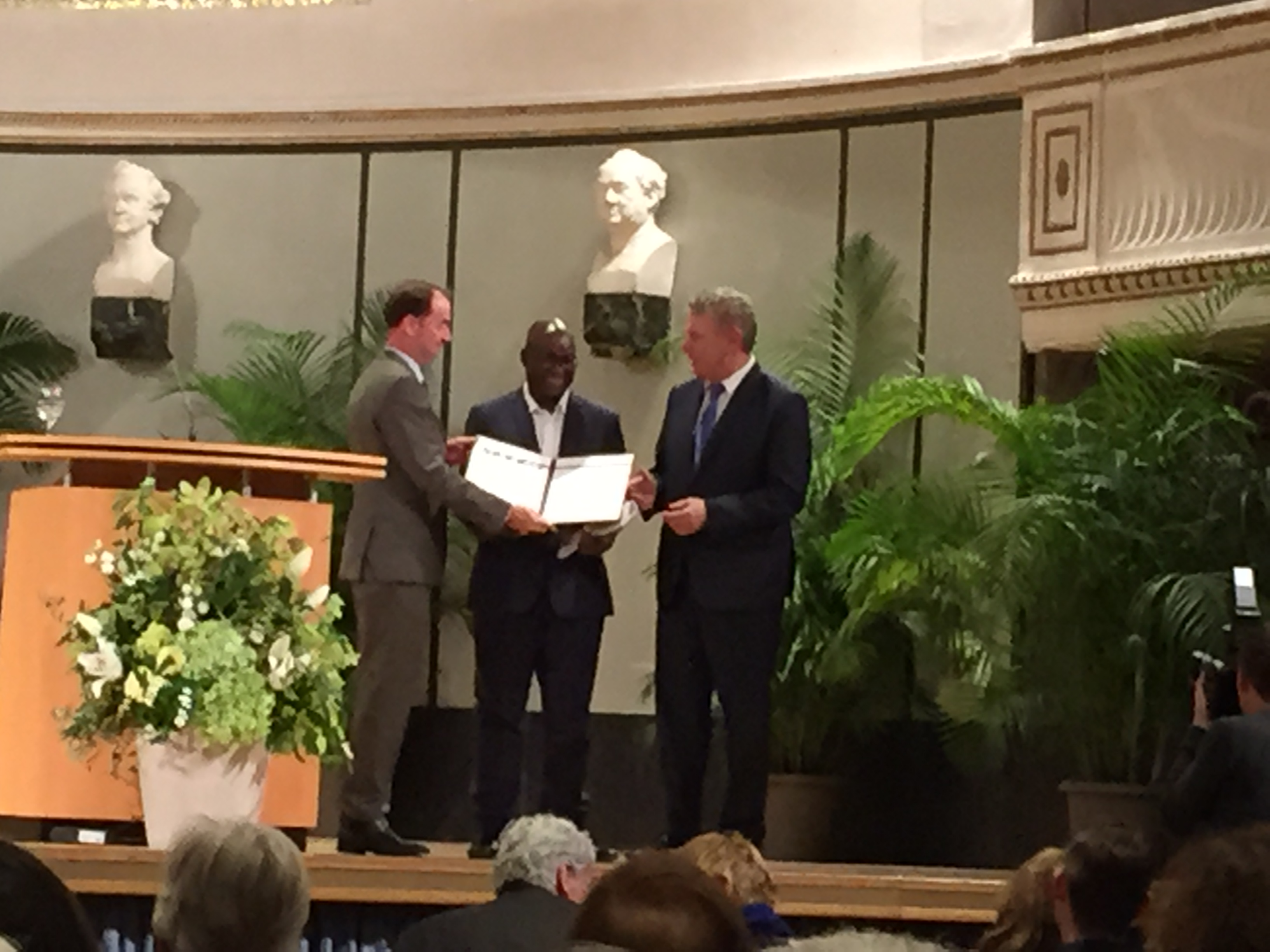
Mbembe recibiendo el premio Geschwister-Scholl-Preis

- 2014 Doctorado honoris causa otorgado por la Universidad París 8.

- 2015 Geschwister-Scholl-Preis por su Crítica de la razón negra[19]